# Muhammed Mert
Muhammed Mert (Hasselt, 9 febbraio 1995) è un calciatore belga con cittadinanza turca, centrocampista del Sarıyer.